# Lieke van der Linden
Lieke van der Linden (Utrecht, 15 mei 2001) is een Nederlandse handbalster die uitkomt voor het Duitse TSV Bayer 04 Leverkusen en ook actief is in het beachhandbal. 

## Biografie
Van der Linden is woonachtig te Cothen. Ze studeerde integrale veiligheidskunde aan Hogeschool Saxion te Deventer.

### Handbal
Van der Linden begon op vierjarige leeftijd met handballen. Sinds haar achtste is ze in teamverband actief.  Voor training bezocht ze een handbalacademie in Amsterdam. Aldaar werd ze ook opgeleid bij eersteklasser VOC Amsterdam. Voor deze club maakte ze ook haar debuut op het hoogste niveau en was ze actief in de EHF Cup 2018/19. Hierin ging al in de eerste ronde verloren tegen IUVENTA Michalovce uit Slowakije. In 2019 werd Van der Linden Nederlands kampioen met VOC Amsterdam. Datzelfde jaar verhuisde ze naar SV Voorwaarts Twello. Een jaar later maakte ze de overstap naar Borhave Bornse HV. Dit nadat SV Voorwaarts Twello zich terugtrok uit de competitie. Na een jaar verliet ze de Twentste club voor haar eerste buitenlandse avontuur bij het Duitse SG BBM Bietigheim. Met deze club won ze de DHB Supercup in 2021, het Duitse kampioenschap in 2022, de EHF European League in 2022 en de DHB Cup in 2022. Sinds het seizoen 2022/23 komt Van der Linden uit voor competitiegenoot TSV Bayer 04 Leverkusen. In april 2025 maakte TSV Bayer 04 Leverkusen bekend dat Van der Linden na het seizoen afscheid nam van de Duitse club.
Sinds 2018 kwam Van der Linden uit voor Nederlandse jeugdselecties. Dat jaar kwam ze met Nederland uit op het WK -18 in Polen. In Polen behaalde ze met Nederland -18 de zevende plaats door Spanje te verslaan. Door bijna 50% van de ballen te redden speelde ze een belangrijke rol voor het Nederlandse team. In 2020 werd Van der Linden opgeroepen voor het Nederland -20 nationale team. In 2020 werd ze wederom opgeroepen voor twee oefenduel tegen Polen.

### Beachhandbal

#### Junioren
In 2016 nam Van der Linden met Nederland -16 deel aan het Junioren EK in Nazaré, Portugal. In de eerste drie wedstrijden werden Rusland, Bulgarije en Spanje verslagen. Als eerste geplaatste plaatste Nederland zich voor de kwartfinales, waarin Italië in twee sets werd verslagen. In de halve finale werd Noorwegen na een shoot-out verslagen
 In de finale stonden Van der Linden en haar ploeggenoten opnieuw tegenover Spanje. Door de Spaanse vrouwen opnieuw te verslaan werd Van der Linden jeugd Europees kampioen. Van der Linden kwam alle zeven wedstrijden van Nederland op het eindtoernooi in actie.
Van der Linden was in 2017 ook onderdeel van de handbalploeg actief op het EK -17 aan het Jarunmeer, nabij Zagreb in Kroatië. In de eerste ronde werden Oekraïne, Roemenië, Polen en Duitsland aan de zegekar gebonden. In de partij tegen Polen wist Van der Linden acht keer tot scoren te komen, wat een hoog aantal is voor een keepster en waarmee ze topscoorster wad achter ploeggenoten Anna Buter en Lynn Klesser. Tegen Hongarije won Nederland opnieuw, zij het door middel van een shoot-out. In de wedstrijd tegen de Poolse vrouwen scoorde Van der Linden acht doelpunten, een ongewoon aantal voor een keepster. Ze was daarmee topscoorster achter landgenoten Anna Buter en Lynn Klesser met beide tien doelpunten. Ongeslagen trad Nederland in de kwartfinale aan tegen Litouwen, dat eveneens werd verslagen. In de halve finales werd afgerekend met Duitsland door middel van een shout-out. Na een zwaarbevochten overwinning op Portugal in de finale waren Van der Linden en haar teamgenoten opnieuw Europees kampioen. Op drie wedstrijden na wist Van der Linden in elke wedstrijd op het scoreformulier te komen en in de partij tegen Roemenië was ze na Klesser zelfs topscoorster.
Een maand later nam Van der Linden eveneens deel aan het WK -17 in Flic-en-Flac, Mauritius. Na een overwinning op Taiwan, plaatsen Van der Linden en haar leeftijdsgenoten zich al voor de volgende ronde door het terugtrekken van Togo en Brazilië uit het toernooi. In de volgende ronde werden Argentinië, Kroatië en Hongarije verslagen. In de kwartfinale werd afgerekend met Thailand, waarna een nieuwe ontmoeting met Argentinië wederom werd omgezet in een overwinning. In de finale stond Nederland opnieuw tegenover Hongarije, die in een shoot-out werd verloren. Hierdoor grepen Van der Linden en haar leeftijdsgenoten naast de wereldtitel.

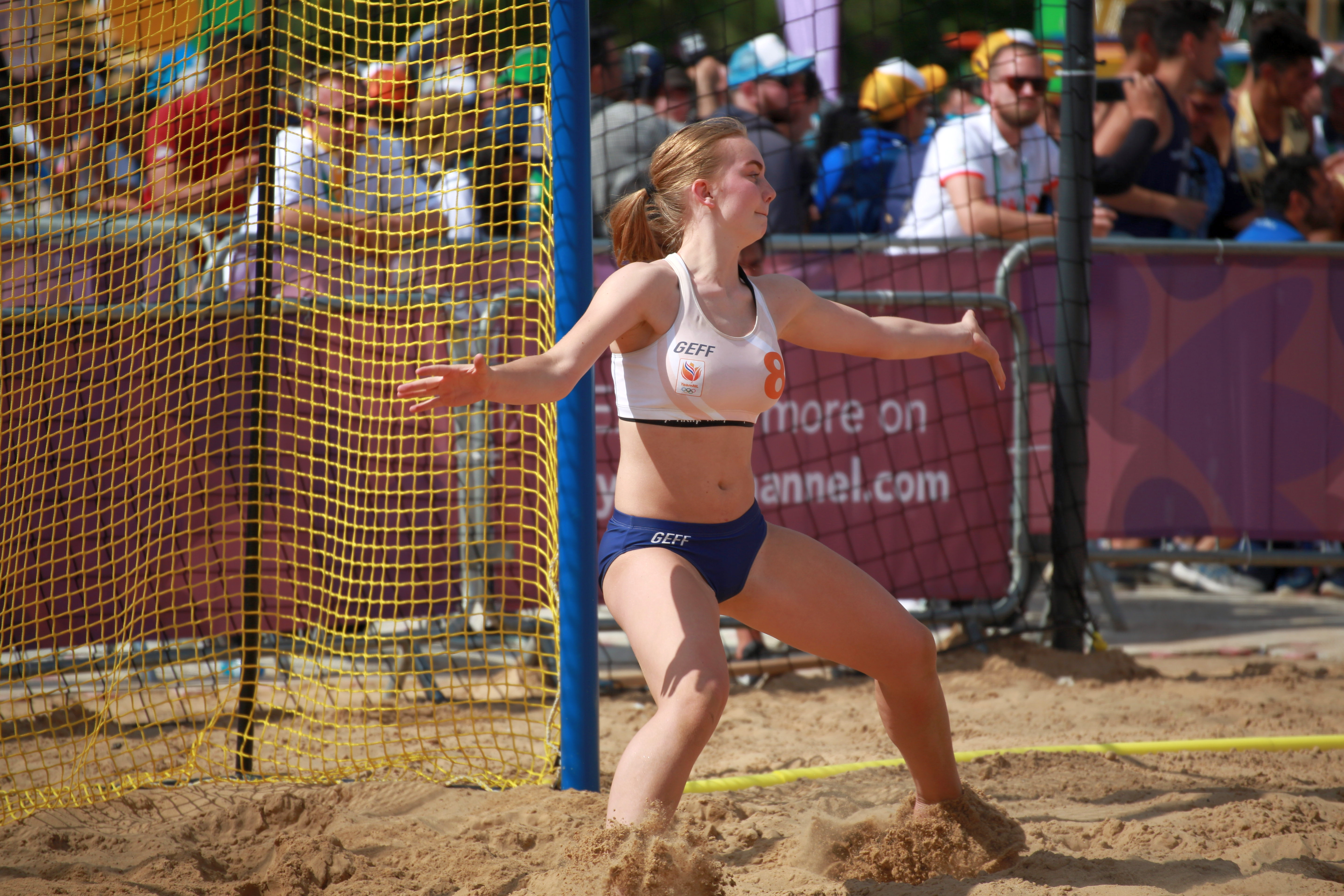
Van der Linden in de wedstrijd om de bronzeb medaille op de Olympische jeugdzomerspelen

Op het EK -18 werden Van der Linden en haar vaste compagnon onder de Nederlandse lat, Lisanne Bakker, vervangen door Zoë Bron en Iris Hoekenga. Zonder Van der Linden en Bakker plaatsten de Nederlandse dames zich voor de Olympische Jeugdzomerspelen.

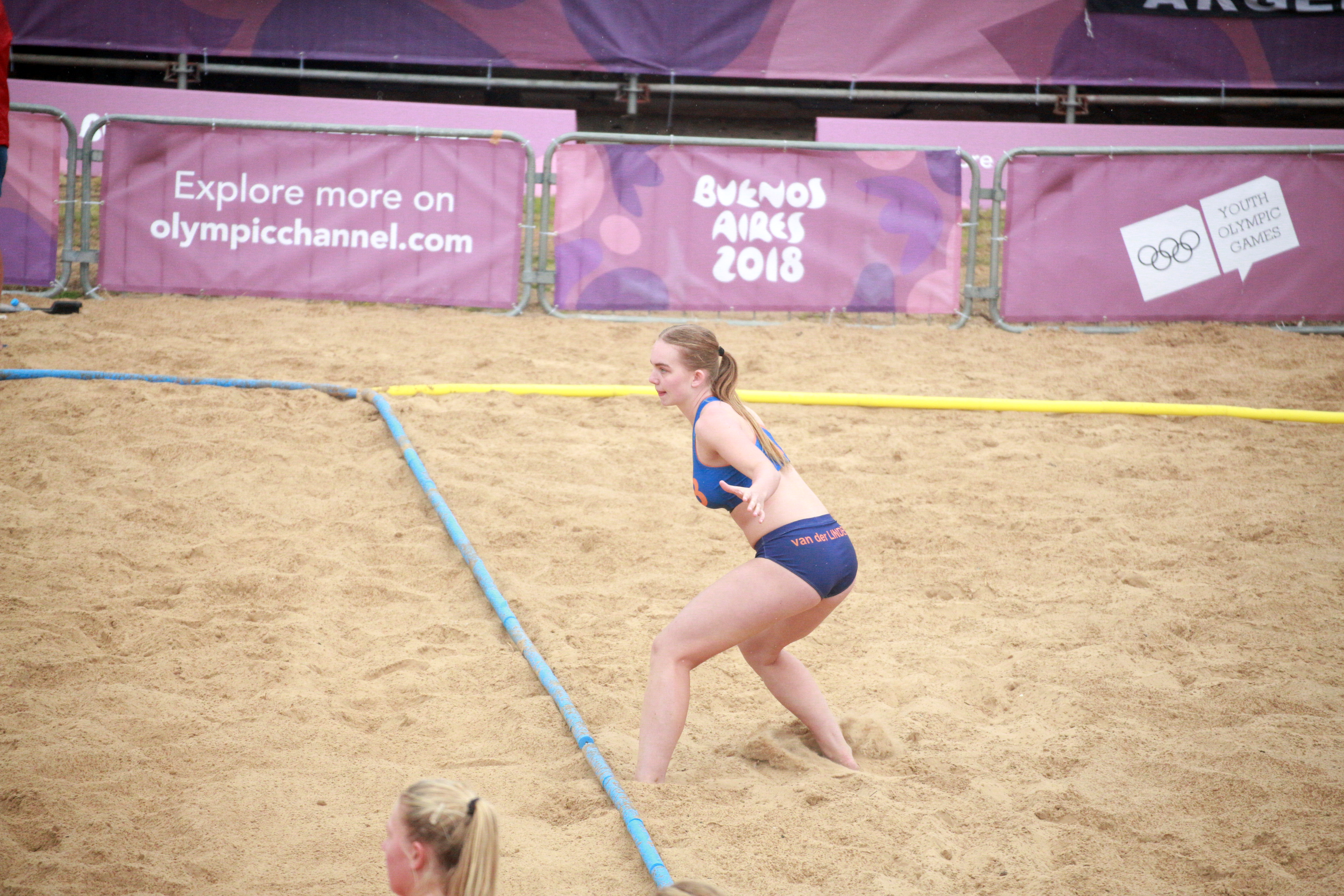
Van der Linden in de wedstrijd tegen Kroatië op de olympische jeugdzomerspelen

Op de Olympische Jeugdzomerspelen 2018 in Buenos Aires, Argentinië vormde Van der Linden wederom samen met Bakker het vaste duo onder de lat. Het was de eerste keer dat de discipline aanwezig was op de jeugdspelen. In de eerste overwinning op Paraguay blokkeerde Van der Linden een derde van de schoten van de tegenstander. In de wedstrijden tegen Hong Kong, Turkije, Venezuela en gastland Argentinië had Van der Linden opnieuw een belangrijk aandeel in de overwinning. Met een reddingspercentage van onder andere 50% tegen Hong Kong hielp ze haar ploeg met het behalen van de hoofdronde. Tegen Turkije redde ze daarnaast vier van de negen schoten. Tegen de Argentijnen redde Van der Linden een kwart van de doelpogingen. In de eerste overwinning in de hoofdronde tegen Taiwan kreeg Van der Linden nauwelijks speeltijd en redde ze slechts een schot. In de derde wedstrijd tegen Hongarije, verloor Nederland opnieuw na een shoot-out. Van der Linden redde twee van de zeven Hongaarse doelpogingen op haar. Ondanks de nederlaag plaatsten Van der Linden en haar leeftijdsgenoten zich als groepswinnaar voor de volgende ronde, waarin in twee sets werd verloren van Kroatië. In de finale om de bronzen medaille verloor Nederland opnieuw van Hongarije. Van der Linden redde een derde van de worpen van de tegenstander. Ze was daarnaast de enige speelster van het Nederlandse team die geen doelpunt wist te maken. Dit kwam mede doordat ze in veel wedstrijden als tweede keepster achter Bakker fungeerde.

## Onderscheidingen

### Internationaal
- - WK junioren beachhandbal (2017)
- Vierde plaats - Olympische Jeugdzomerspelen (2018)
- - EK -16 (2016)
- - EK -17 (2017)

### Clubverband
- - Duits kampioenschap 2022
- - DHB-beker 2022
- - DHB Supercup 2021
- - EHF Europese Liga 2022
- - Nederlands kampioenschap 2019